# 卡约·拉腊
卡约·拉腊·莫亚（西班牙語：Cayo Lara Moya，1952年1月29日—）是一名西班牙政治家。2008年至2016年，他担任联合左翼联邦协调员。他还是西班牙共产党领导层的一名成员。